# چینگ چونگ
"چینگ چونگ" و "چینگ چانگ چونگ" اصطلاحات نژادپرستانه تحقیرآمیزی است که بعضی اوقات توسط انگلیسی زبانان برای تمسخر یا بازی با زبان چینی (و بعضی اوقات دیگر زبانهای آسیا)، افراد با تبار چینی یا سایر مردم شرق یا جنوب شرقی آسیا که تصور می‌رود چینی باشند به کار می‌رود. چندین مفسر عمومی این اصطلاح را تحقیرآمیز توصیف کرده‌اند و خاطرنشان کرده‌اند که حملات یا ارعاب فیزیکی آسیاییان شرقی و جنوب شرقی اغلب با ناسزاگویی نژادی یا تقلید نامفهوم از چینی همراه است.

## ریشه‌شناسی اصطلاح
اصطلاح «چینگ چونگ» بر اساس نحوه شنیده شدن چینی برای کسانی است که به آن صحبت نمی‌کنند. «چ» منعکس کننده فراوانی نسبی از انسایشهای بی واک تیغه ای در چینی (شش تا در چینی ماندارین: [ts] [tʂ] [tɕ] [tsʰ] [tʂʰ] [tɕʰ] به ترتیب در پینیین ⟨z⟩ , ⟨j⟩ ⟨c⟩ ⟨ch⟩ و ⟨q⟩) در حالیکه انگلیسی فقط یکی: /tʃ/ دارد. «نگ» منعکس کننده معمول بودن بیشتر همخوان‌های خیشومی در هسته پایانهٔ هجاها در بسیاری از گونه‌های چینی است. به عنوان مثال، ماندارین تنها اجازه می‌دهد [n] یا [ŋ] (نوشته شده ⟨ng⟩ در زبان انگلیسی و در لاتین نویسی زبان چینی) در هسته پایانهٔ هجا باشند. هجایی با این شکل 中 ژونگ، اولین هجا از 中国ژونگ گوئو به معنی «چین» است.